# Amálie Švábíková
Amálie Švábíková (* 22. listopadu 1999, Kadaň) je česká atletka, reprezentantka ve skoku o tyči a juniorská mistryně světa v této disciplíně z roku 2018. Juniorskou světovou šampionkou se stala v novém národním juniorském rekordu 451 cm. Je držitelkou celkem pěti národních rekordů v nižších věkových kategoriích napříč dráhou i halou. Na HMČR 2023 pak překonala i český ženský halový rekord, když výkonem 472 centimetrů o centimetr vylepšila tehdejší rekord Jiřiny Ptáčníkové z roku 2014.
Na halovém mistrovství Evropy 2023 v Istanbulu získala svoji první medaili na velké seniorské akci, když výkonem 470 cm vybojovala bronz. V roce 2024 na olympijských hrách v Paříži překonala český ženský dráhový rekord, a to konkrétně výkonem 480 centimetrů.

## Sportovní kariéra

### Mládežnické kategorie
Švábíková zaznamenala mnoho úspěchů již v mládežnických kategoriích. Získala například bronzovou medaili na Mistrovství Evropy do 17 let 2016. Ve stejném roce se poprvé účastnila juniorského MS, kde skončila sedmá.
Roku 2017 skončila pátá na juniorském ME. Zažila také svoji premiéru mezi dospělými, a to hned na mistrovství světa. Nezapsala zde však žádný platný pokus.

### 2018
Průlom v její kariéře přišel v roce 2018. V novém juniorském národním rekordu 451 cm ovládla MS juniorů. Stala se tak historicky šestou českou juniorskou světovou šampionkou. Na mistrovství Evropy pak poprvé na velké akci postoupila do finále, kde skončila na 9. příčce.

### 2019
Roku 2019 získala stříbrnou medaili na mistrovství Evropy do 23 let ve švédském Gävle.

### 2021
V roce 2021 vyhrála mistrovství Evropy do 23 let v estonském Tallinnu a vylepšila tak dva roky staré stříbro.

### 2022
Při své první účasti na halovém MS skončila na 9. místě. V letní sezoně se pak účastnila jak mistrovství světa, tak mistrovství Evropy. Na obou akcích skončila v kvalifikaci.

### 2023
V roce 2023 na HMČR překonala český halový rekord, když výkonem 472 centimetrů o centimetr vylepšila tehdejší maximum Jiřiny Ptáčníkové z roku 2014. Nedlouho poté získala svoji první medaili na velké seniorské akci, když výkonem 470 cm vybojovala bronz na halovém mistrovství Evropy v Istanbulu. Překonala také národní halový rekord. Na mistrovství světa poprvé postoupila do finále, kde skončila jedenáctá.

### 2024
Na halovém MS v Glasgow skončila na 6. místě. V červnu pak na mistrovství Evropy v Římě obsadila 4. příčku.
Na Letních olympijských hrách 2024 v Paříži skončila ve finále na pátém místě. Na třetí pokus překonala výšku 480 cm a vytvořila tak nový osobní i národní rekord.

## Osobní rekordy
- Skok o tyči 480 cm (7. srpna 2024)
- Skok o tyči (hala) 472 cm (18. února 2023)